# Кларк, Клайв
Клайв Кларк (англ. Clive Clark; 12 декабря 1940, Лидс, Уэст-Йоркшир — 1 мая 2014, Скарборо, Норт-Йоркшир) — английский футболист, играл на позиции нападающего.

## Биография

### Игровая карьера
Начинал карьеру в клубе «Лидс Юнайтед», но так и не сыграл за основной состав йоркширцев ни одного матча. Осенью 1958 года перешёл в «Куинз Парк Рейнджерс», команду в то время выступавшую в Третьем дивизионе. В составе КПР Кларк отыграл два с половиной сезона, сыграв 58 матчей и забил 7 голов.
В январе 1961 года Кларк перешёл в «Вест Бромвич Альбион»; сумма трансфера составила рекордные на тот момент для клуба 20 000 фунтов стерлингов. В составе «дроздов» он сразу стал основным нападающим, сменив на этой позиции Дерека Хогга. В составе «Вест Брома» Кларк отыграл в течение девяти сезонов, став одним из ключевых игроков команды. В составе «Вест Бромвича» Кларк стал победителем Кубка Футбольной лиги в сезоне 1965/66, когда в двух матчах был обыгран «Вест Хэм». В финале Кубка Футбольной лиги сезона 1966/67 с КПР Кларк забил 2 гола, но «Вест Бром» проиграл тот матч со счётом 3:2. По итогам того сезона Кларк с 29 голами стал лучшим бомбардиром «Вест Бромвича». В мае 1968 года Кларк в составе «дроздов» стал обладателем Кубка Англии после победы в финальном матче над «Эвертоном» со счётом 1:0.
В июне 1969 года вернулся в КПР, где отыграл полгода, сыграл 8 матчей и забил 1 гол. В январе 1970 года перешёл в «Престон Норт Энд», в составе которого отыграл два с половиной сезона и в 1971 году «Престон» вернулся во Второй дивизион. В июле 1973 года перешёл в «Саутпорт», в котором отыграл один сезон.

### Смерть
Скончался 1 мая 2014 года в возрасте 73 лет.

## Достижения
«Вест Бромвич Альбион»
- Обладатель Кубка Англии (1) : 1967/68
- Обладатель Кубка Футбольной лиги (1) : 1965/66